# Női 3 × 5 km-es sífutóváltó az 1960. évi téli olimpiai játékokon
Az 1960. évi téli olimpiai játékokon a sífutás női 3 × 5 km-es váltó versenyszámát február 26-án rendezték a McKinney Creek Stadionban, Tahomában. Az aranyérmet a svéd csapat nyerte meg. A versenyszámban nem vett részt magyar csapat.

## Végeredmény
Az időeredmények másodpercben értendők.
| Helyezés | Csapat                                                                                                 | Idő                           |
| -------- | --- | ----------------------------- |
| Arany    | Svédország (SWE) · Irma Johansson · Britt Strandberg · Sonja Edström-Ruthström                         | 1:04:21,4 21:31 21:45 21:05,4 |
| Ezüst    | Szovjetunió (URS) · Ragyja Jerosina · Marija Guszakova · Ljubov Kozireva                               | 1:05:02,6 22:57 21:18 20:47,6 |
| Bronz    | Finnország (FIN) · Siiri J. Rantanen · Eeva Ruoppa · Toini K. Poysti                                   | 1:06:27,5 22:57 21:51 21:39,5 |
| 4.       | Lengyelország (POL) · Stefania Biegun · Helena Gąsienica Daniel · Józefa Czerniawska-Pęksa             | 1:07:24,6 22:10 23:05 22:09,6 |
| 5.       | Egyesült Német Csapat (EUA) · Ritz Czech-Blasl · Renate Dannhauer-Borges · Sonnhilde Hausschild-Kallus | 1:09:25,7 22:59 22:48 23:38,7 |